# La Légende de Rip Van Winkle
La Légende de Rip Van Winkle és una pel·lícula muda francesa de 1905 dirigida per Georges Méliès.

## Trama
Un home va al bosc per fugir i, cansat, s'adorm per despertar-se vint anys després.

## Producció
EL film es basa en dues fonts: la història original de 1819 "Rip Van Winkle" de Washington Irving, i la versió de l'opereta de 1882 Rip Van Winkle (amb música de Robert Planquette i llibret de Henri Meilhac, Philippe Gille i Henry Brougham Farnie). Dos elements, la misteriosa serp i l'idiota del poble, són creacions pròpies de Méliès.
El mateix Méliès interpreta a Rip. El seu fill André apareix com un nen del poble que porta una gran llanterna. (els fanals dels amics de Rip són, de fet, els fanals de celebració del Dia de la Bastilla amb les inicials RF, per a República Francesa, clarament marcats sobre ells.)
Com moltes de les pel·lícules de Méliès fetes cap al 1905, La Légende de Rip Van Winkle es delecta amb la teatralitat. Tot i que algunes de les principals pel·lícules anteriors de Méliès, com ara Le Voyage à travers l'impossible i El regne de les fades, havien experimentat amb tècniques innovadores de continuïtat cinematogràfica, aquestes pel·lícules posteriors es basen plenament sobre les tradicions narratives de l'escenari. Segons els registres d'André Méliès, la serp era un "gadget" el seu pare l'havia portat d'Anglaterra, treballat per filferros i molles. l'escena de la serp es va fer en un escenari rastejat per permetre que els moviments del gadget es veiessin més clarament. altres són siluetes de cartró retallades. Altres efectes de la pel·lícula es van crear utilitzant maquinària escènica, escamoteigs i fosa.

## Alliberament i recepció
La pel·lícula va ser estrenada per la Star Film Company de Méliès i figurava el 756 i 775 als seus catàlegs, on es descrivia com una gran peça fantàstica en 17 quadres. Per al més complex de Méliès pel·lícules, s'esperava que un resum de l'acció, conegut com a boniment, es llegís en veu alta durant la projecció per ajudar els espectadors a seguir la trama. Un boniment publicat per Méliès el 1905 per a La Légende de Rip Van Winkle sobreviu als arxius de la Cinémathèque Française.
Un estudi de Méliès de 1981 produït pel Centre national du cinéma va destacar la seqüència de somnis acuradament introduïda i construïda a la pel·lícula, i va afegir que la invenció de Méliès del personatge idiota del poble permet que la pel·lícula passi de la realitat al somni i de nou en un d'una manera fluida i equilibrada. L'historiador cultural Richard Abel va qualificar la pel·lícula de "fantasia de bosc acolorida", destacant la seva teatralitat oberta i les seves fortes arrels a l'opereta Planquette. L'escriptor i historiador Thomas S. Hischak, revisant els efectes espectaculars i les desviacions de la pel·lícula respecte al conte original d'Irving, va concloure: "Com a adaptació, la pel·lícula és una tonteria... però per als historiadors del cinema és notable." 
Writer and historian Thomas S. Hischak, reviewing the film's spectacular effects and deviations from Irving's original tale, concluded: "As an adaptation the movie is nonsense … but for film historians it is remarkable."